# Lionel Sackville, I duca di Dorset
Lionel Sackville, primo duca di Dorset (18 gennaio 1688 – Sevenoaks, 10 ottobre 1765), è stato un politico inglese.

## Biografia
Era il figlio di Charles Sackville, VI conte di Dorset, e della sua seconda moglie, Lady Mary Compton, la più giovane figlia di James Compton, III conte di Northampton. Conosciuto come Lord Buckhurst sin dalla nascita, alla morte del padre gli succedette come settimo conte di Dorset e secondo conte di Middlesex (1706). Nel 1720 fu nominato da re Giorgio I di Gran Bretagna duca di Dorset. 

## Carriera
Forse perché era stato in una precedente in missione diplomatica ad Hannover, fu scelto per informare Giorgio I della sua ascesa alla Corona nell'agosto 1714. Giorgio I inizialmente lo favorì e gli furono conferiti numerosi incarichi e onorificenze: Consigliere Privato, Cavaliere di la Giarrettiera, Groom of the Stool, Lord Steward, Governatore del Castello di Dover e Guardiano dei Cinque Porti. All'incoronazione di Giorgio I portava lo scettro; all'incoronazione di Giorgio II era Lord High Steward e portava la corona di Sant'Edoardo. Litigò con il re nel 1717 e gli fu detto che i suoi servizi non erano più necessari, ma fu nominato duca tre anni dopo.

### Lord Luogotenente d'Irlanda
Dorset prestò servizio due volte come Lord luogotenente d'Irlanda (1731-1737 e 1751-1755). Nel 1739, alla fondazione del Foundling Hospital, fu uno dei primi governatori di quell'organizzazione di beneficenza. Il suo primo mandato come Lord Luogotenente fu tranquillo. La seconda ebbe luogo in un momento di acuta tensione politica tra le due principali fazioni del governo irlandese, una guidata da Henry Boyle, presidente della Camera dei Comuni irlandese, l'altra da George Stone, l'arcivescovo anglicano di Armagh. Dorset, ora fortemente influenzato da suo figlio George, commise l'errore di sostenere apertamente l'arcivescovo. Non è stato in grado di estromettere Boyle dal potere ed è stato accusato di essere lo strumento dell'arcivescovo. Divenne estremamente impopolare, portando alle sue dimissioni.

## Matrimonio
Nel gennaio 1709 sposò Elizabeth Colyear (1689-12 giugno 1768), figlia del Luogotenente Generale Walter Colyear, fratello del primo conte di Portmore. Ebbero cinque figli:
- Charles Sackville, II duca di Dorset (6 febbraio 1710-6 gennaio 1769);
- Lady Elizabeth Sackville (1711-19 giugno 1729), sposò Thomas Thynne, II visconte Weymouth, non ebbero figli;
- Lord John Sackville (22 giugno 1713-1765), sposò Lady Frances Leveson-Gower, ebbero due figli;
- George Germain, I visconte Sackville (26 gennaio 1715-26 agosto 1785);
- Lady Caroline Sackville (6 marzo 1718-24 marzo 1775), sposò Joseph Damer, I conte di Dorchester, ebbero quattro figli.